# Kalinka Simanova
Kalinka Simanova, coniugata Toteva (in bulgaro Калинка Симанова-Тотева?; Nova Zagora, 21 giugno 1926 – 20 maggio 2020), è stata una cestista bulgara.
Era sposata con Konstantin Totev.

## Carriera
Con la Bulgaria disputò due edizioni dei Campionati europei (1952, 1956).